# Болоњ (језеро)
Болоњ (рус. Болонь) је језеро у Русији. Налази се на територији Хабаровске Покрајине. Површина језера износи 338 km².